# Sine Reker Hadrup
Sine Reker Hadrup (født 21. august 1975, København) er en dansk forsker i immunologi og cancer og professor og sektionsleder på Institut for Sundhedsteknologi på Danmarks Tekniske Universitet. Hun forsker især i T-celler til brug ved immunterapi.
Hun begyndte at læse til farmaceut på Danmarks Farmaceutiske Universitet i 1995 og blev bachelor i 1999. Hun læste herefter en humanbiologi på Københavns Universitet, hvor hun afsluttede sin kandidatgrad i 2002. Hun fik en ph.d. som hun skrev hos Kræftens Bekæmpelse fra 2002-2004, og herefter en postdoc på Nederlands Kanker Instituut fra 2006-2008. Hun blev ansat som gruppeleder på Nationalt Center for Cancer Immunterapi på Herlev Hospital i 2008, hvor hun var frem til 2014. Fra 2011-2012 var hun ekstern lektor på Københavns Universitet. Herefter blev hun ansat på DTU, først som lektor, og fra 2017 udnævnt som professor.
I 2020 modtog hun EliteForsk-prisen, der uddeles årligt af Uddannelses- og Forskningsministeriet til forskere under 45 år.
Hun bor i Virum.